# Trygve Braarud
Trygve Braarud (15 de septiembre de 1903 - 9 de julio de 1985) fue un botánico, planctólogo, y algólogo noruego. Se especializó en biología marina, y trabajó en la Universidad de Oslo toda su carrera.

## Carrera
Era aborigen de Verdal. Su padre era cajero de banco, director de escuela y agricultor Carl Johan Braarud (1841 - 1918) y Julie Hansen Gjelvold (1862 - 1945). Soltero. Tenía diez mayores hermanos, así como una hermana melliza. Recibió algo de su escolarización temprana en una institución de enseñanza privada fundada por su padre. En 1921, finalizó (examen artium) su educación media en la Trondheim Cathedral School, y en 1927, obtuvo el doctorado, por la Universidad de Oslo.
A comienzos de su carrera, publicó la obra La Expedición 'Øst' al Estrecho de Dinamarca 1929" en dos v. El primer volumen, Hidrografía, fue publicado junto con JT Ruud en 1932. El segundo volumen, El fitoplancton y sus condiciones de crecimiento llegó en 1935 y se ganó el grado de dr.philos.
Había tomado la planktonlogía como asistente de investigación de Haaken Hasberg Gran en el laboratorio botánico, cargo que ocupó de 1926 a 1933. De 1934 a 1936 fue un becario de investigación de fisiología vegetal; en 1935 pasó algún tiempo trabajando con August Krogh en Dinamarca. Braarud luego trabajó como profesor asociado en la Universidad de Oslo 1936-1947, y luego como profesor de biología marina a partir de 1947.
Vivió toda su vida soltero. Cultivó sus amigos y mostró gran cuidado por sus empleados, y era muy específico en lo conveniente para el desarrollo de la disciplina. Tenía amplios intereses culturales de literatura, música, teatro, ballet y artes visuales. Hasta que la mala salud le impidió en su vejez movilizarse, era una persona activa al aire libre, con un disfrute real basada en el conocimiento de la naturaleza y el interés en su entorno que mantuvo hasta su muerte en Oslo en 1985.

## Obra
- 2010. Norwegian Marine Biologists: Johan Hjort, Trygve Braarud, Georg Sars, Olav Vadstein. Ed. LLC Books, 22 p. ISBN 1158438672, ISBN 9781158438679

- 1967. Fytoplankton I–III, delrapport N.º 4 i Oslofjorden og dens forurensningsproblemer. 1. Undersøkelsen 1962–1965.

- 1958. Neka obilježja raspodjele morskih alga na obalama Norveške. Acta Adriatica. Ed. Institut za oceanografiju i ribarstvo, 8 p.

- 1956. Proceedings; Ed. by Trygve Braarud and N. A. Srenson. Editores Trygve Braarud, N. A Srenson. Ed. Pergamon, 232 p.

- 1951. Experimental Studies on the Dinoflagellate Peridinium Triquetrum (Ehrb.) Lebour, by Trygve Braarud and Irene Pappas... Con Irene Pappas. Ed. J. Dybwad, 23 p.

- 1946. “A” Coccolithophoride in Laboratory Culture: Syracosphaera Carterae N. Sp, ISSN 0549-7019 Norske Videnskaps-Akademi i Oslo. I. Mat. Naturv. Klasse 2. Con E. Fagerland. Ed. Dybwad i komm. 10 p.

- 1945. Morphological Observations on Marine Dinoflagellate Cultures [Porella Perforata, Goniaulax Tamarensis, Protoceratium Reticulatum Avhandlinger. Ed. Dybwad in Komm. 18 p.

- 1939. The Phytoplankton of the Oslo Fjord, 1933-1934. Con Adam Bursa. Ed. I kommisjon hos Jacob Dybwad, 63 p.

- 1931. Hydrographical and Chemical Investigations in the Coastal Waters off Mere and in the Romsdalsfjord. Con Alf Klem, 31 figs. en el texto.

## Honores

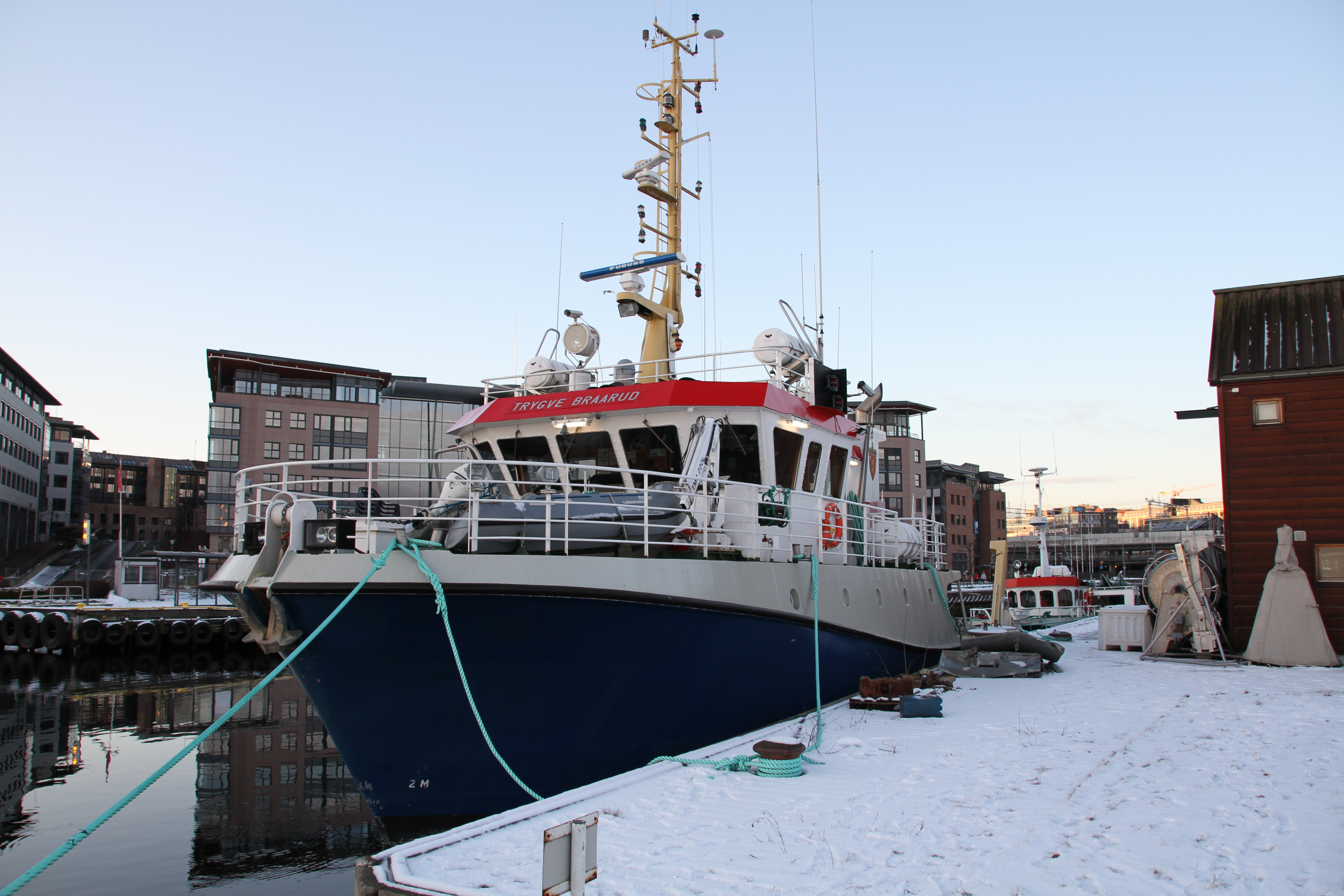
Buque de investigación de la Universidad de Oslo, anclado en el río Lysakerelva - Oslo (Noruega).

### Eponimia
- Buque de investigación "Trygve Braarud"[3]
- La abreviatura «Braarud» se emplea para indicar a Trygve Braarud como autoridad en la descripción y clasificación científica de los vegetales.[4]

## Abreviatura (zoología)
La abreviatura Braarud  se emplea para indicar a Trygve Braarud como autoridad en la descripción y taxonomía en zoología.